# Freedom Rock
Freedom Rock è il secondo album in studio della rock band svedese H.E.A.T. È stato pubblicato nel 2010 dall'etichetta discografica StormVox, in concomitanza con il lancio del sito web ufficiale del gruppo.
L'album è stato anticipato dall'uscita del singolo Beg Beg Beg, distribuito esclusivamente in allegato con la rivista musicale Sweden Rock.
Nel brano Black Night appare come ospite il cantante tedesco Tobias Sammet, leader degli Edguy.
La copertina dell'album è stata curata dal chitarrista del gruppo, Eric Rivers.
L'album si è piazzato alla quindicesima posizione della classifica svedese.

## Tracce
1. We're Gonna Make It to the End – 4:10 (Crash)
2. Black Night (feat. Tobias Sammet) – 4:01 (Dalone, Tee, Leckremo)
3. I Can't Look the Other Way – 4:14 (Jay)
4. Shelter – 3:29 (Tee)
5. Beg Beg Beg – 3:02 (Dalone, Tee, Leckremo)
6. Danger Road – 2:59 (Dalone, Tee, Leckremo)
7. Stay – 3:24 (Tee)
8. Everybody Wants to Be Someone – 3:32 (Dalone, Tee)
9. Nobody Loves You (Like I Do) – 2:55 (Dalone, Leckremo)
10. I Know What It Takes – 3:04 (Dalone, Tee, Leckremo)
11. Cast Away – 4:00 (Rivers, Leckremo)
12. High On Love – 2:27 (Dalone)
13. Who Will Stop the Rain – 4:11 (Dalone, Tee, Leckremo)

- L'edizione giapponese si differenzia in quanto non include High on Love, sostituita da Tonight e Living In a Memory (lati B del singolo Beg Beg Beg), e per il fatto che le tracce appaiono in un ordine diverso.

## Formazione
- Kenny Leckremo – voce
- Eric Rivers – chitarre
- Dave Dalone – chitarre
- Jona Tee – tastiera
- Jimmy Jay – basso
- Crash – batteria

## Classifiche
| Classifica (2009) | Posizione massima |
| ----------------- | ----------------- |
| Giappone          | 81                |
| Svezia            | 15                |

## Date di pubblicazione
| Luogo       | Data           | Etichetta |
| ----------- | -------------- | --------- |
| Giappone    | 21 aprile 2010 | StormVox  |
| Nord Europa | 12 maggio 2010 | StormVox  |
| Europa      | 28 maggio 2010 | StormVox  |